# Stożkówka gnojankowata
Stożkówka gnojankowata (Conocybe pseudocrispa Kühner & Watling) – gatunek grzybów z rodziny gnojankowatych (Bolbitiaceae).

## Systematyka i nazewnictwo
Pozycja w klasyfikacji według Index Fungorum: Conocybe, Bolbitiaceae, Agaricales, Agaricomycetidae, Agaricomycetes, Agaricomycotina, Basidiomycota, Fungi.
Po raz pierwszy opisał go w 1935 r. Anton Hausknecht jako odmianę stożkówki delikatnej (Conocybe albipes var. pseudocrispa). W 2003 roku Eef Arnolds podniósł go do rangi odrębnego gatunku. Polską nazwę zarekomendował Władysław Wojewoda w 2003 roku.

## Morfologia
Kapelusz
O średnicy 0,5–1,5 cm, półkulisty, dzwonkowaty do tępostożkowego, środek zielonobeżowy do kości słoniowej, brzeg często czysto biały, powierzchnia gładka, nieowłosiona lub lekko owłosiona, bez prążków, ale stare okazy są wyraźnie prążkowane.
Blaszki
Wąsko przyrośnięte, lekko brzuchate, średnio gęste, beżowobrązowe do ochrowobrązowych. Ostrza blaszek gładkie i nie rozpływające się.
Trzon
Wysokość 3,0–5,0 cm, grubość 1,0–1,5 mm, cylindryczny ze stopniowo pogrubioną podstawą. Powierzchnia biała do ochrowożółtej, pokryta pudrowymi i drobnymi włoskami, lekko podłużnie prążkowana.
Cechy mikroskopowe
Zarodniki 14,3–17,5 × 8,4–11,3 µm, Q = 1,45–1,80, elipsoidalne do podłużnych, z gutulami, grubościenne z porami rostkowymi o szerokości do 1,5–2,5 µm i barwie od żółtej do cytrynowożółtej w wodzie i od miodowożółtej do ochrowobrązowej w KOH. Podstawki 16–28 × 8–13 µm, maczugowate, dwuzarodnikowe, ze strygmami o długości 4–8 µm. Cheilocystydy w kształcie kręgli, 15––22 × 6–12 µm, z główką o szerokości 3–5 µm. Pleurocystydy w KOH typu chryzocystyda, cylindryczne do maczugowatych z żółtym pigmentem. Nibywstawki niewyraźne, maczugowate do prawie kulistych. Skórka trzonu składa się głównie z niemal kulistych, butelkowatych, cylindrycznych, maczugowatych lub lancetowatych strzępek o długości do 40 µm i włosków o długości do 100 µm, czasami występujących pomiędzy pojedynczymi kręglowatymi kaulocystydami. Skórka kapelusza składa się z elementów zbliżonych do kulistych i maczugowatych, bez żółtych pigmentów u podstawy. Pileocystydy cylindryczne, butelkowate i maczugowate, o długości do 40 µm, niektóre z nich z żółtym pigmentem. Sprzążki obecne we wszystkich częściach grzyba. Reakcja z amoniakiem ujemna.
Gatunki podobne
Głównymi charakterystycznymi cechami stożkówki gnojankowatej są biały kapelusz i komórki skórki trzonu bez żółtych pigmentów u podstawy. Ponadto pileocystydy są cylindryczne, butelkowate, maczugowate, a niektóre z nich mają żółte pigmenty.

## Występowanie i siedlisko
Podano stanowiska w Ameryce Północnej, Europie i Chinach. W Polsce do 2003 r. jedyne stanowisko podał w 1964 r. W. Wojewoda w Dolinie Prądnika, w późniejszych latach podano następne stanowiska.
Stożkówki to grzyby saprotroficzne. W Polsce notowany wśród mchów na polanach, w Chinach na trawiastych terenach pod wierzbami w korytach rzek.